# Gare de Joinville
Ne doit pas être confondu avec Gare de Joinville-le-Pont.
La gare de Joinville est une gare ferroviaire française de la ligne de Blesme - Haussignémont à Chaumont, située sur le territoire de la commune de Joinville, dans le département de la Haute-Marne en région Grand Est. 
Elle est mise en service en 1855 par la Compagnie des chemins de fer de l'Est. C'est une gare de la Société nationale des chemins de fer français (SNCF) desservie par des trains TER Grand Est.

## Situation ferroviaire
Établie à 188 m d'altitude, la gare de Joinville est située au point kilométrique (PK) 263,614 de la ligne de Blesme - Haussignémont à Chaumont, entre les gares ouvertes de Chevillon et de Fronville - Saint-Urbain. C'était une gare de bifurcation avec la ligne de Jessains à Sorcy (fermée).

## Histoire
La station de Joinville est mise en service le 17 juillet 1855 par la Compagnie des chemins de fer de l'Est, lorsqu'elle ouvre à la circulation la section de Saint-Dizier à Donjeux.

## Fréquentation
Selon les estimations de la SNCF, la fréquentation annuelle de la gare figure dans le tableau ci-dessous
.
| Année     | 2015   | 2016   | 2017   | 2018   | 2019   | 2020   | 2021   | 2022   | 2023   | 2024   |
| --------- | ------ | ------ | ------ | ------ | ------ | ------ | ------ | ------ | ------ | ------ |
| Voyageurs | 68 019 | 63 789 | 61 577 | 53 597 | 57 765 | 39 873 | 49 377 | 63 579 | 78 684 | 83 005 |

## Service des voyageurs

### Accueil
Gare SNCF, elle dispose d'un bâtiment voyageurs, avec guichet, ouvert tous les jours. Elle est notamment équipée d'automates pour l'achat de titres de transport, d'une salle d'attente et d'un quai couvert.

### Desserte
Joinville est desservie par les trains TER Grand Est, qui effectuent des missions entre les gares de Reims, ou de Saint-Dizier, et de Chaumont, de Culmont - Chalindrey ou de Dijon-Ville.

### Intermodalité
Le stationnement des véhicules est possible à proximité. Elle est desservie par des cars TER Champagne-Ardenne de la ligne Joinville - Chaumont.

galerie d'images
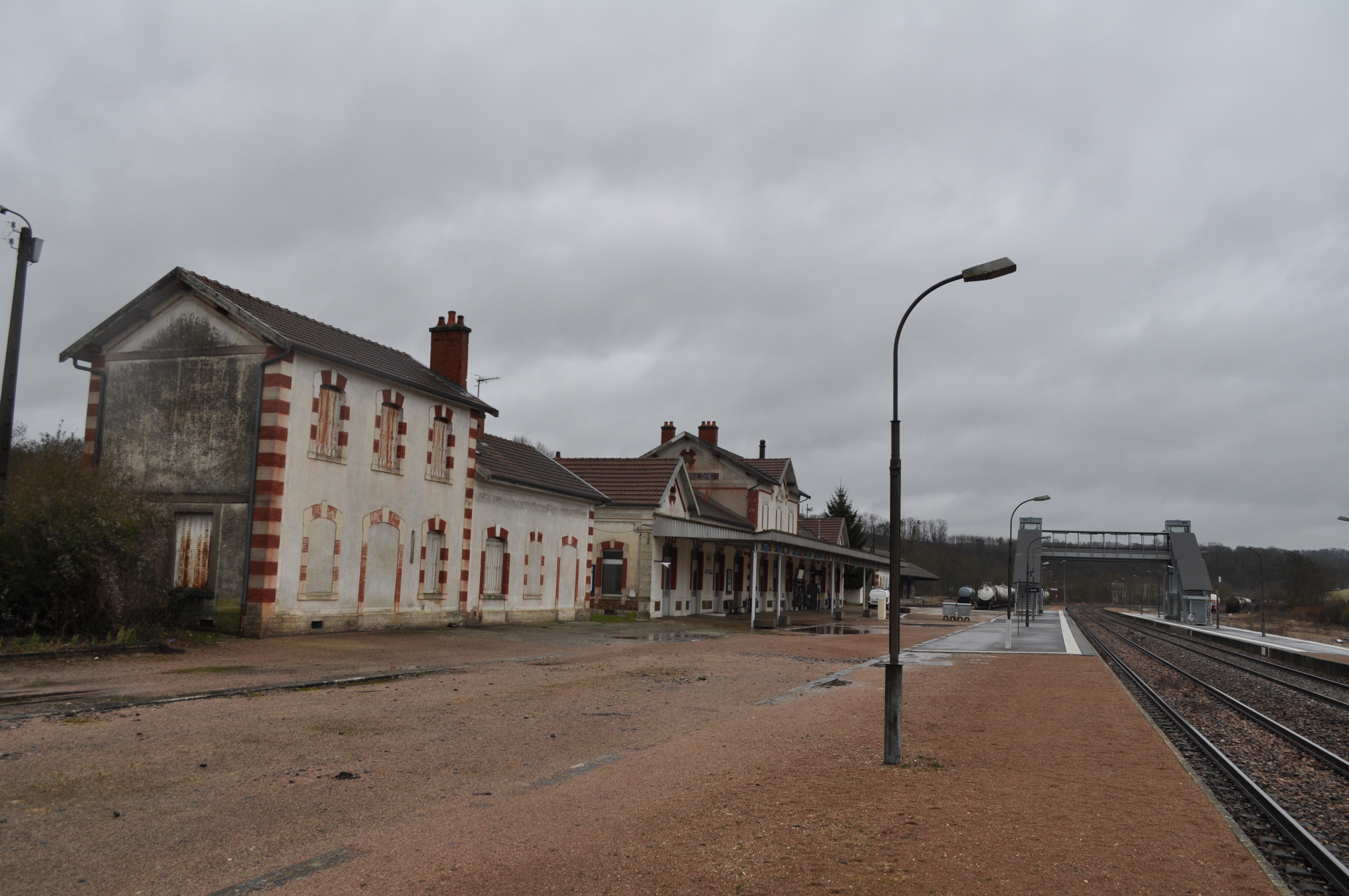
Bâtiments de la gare.
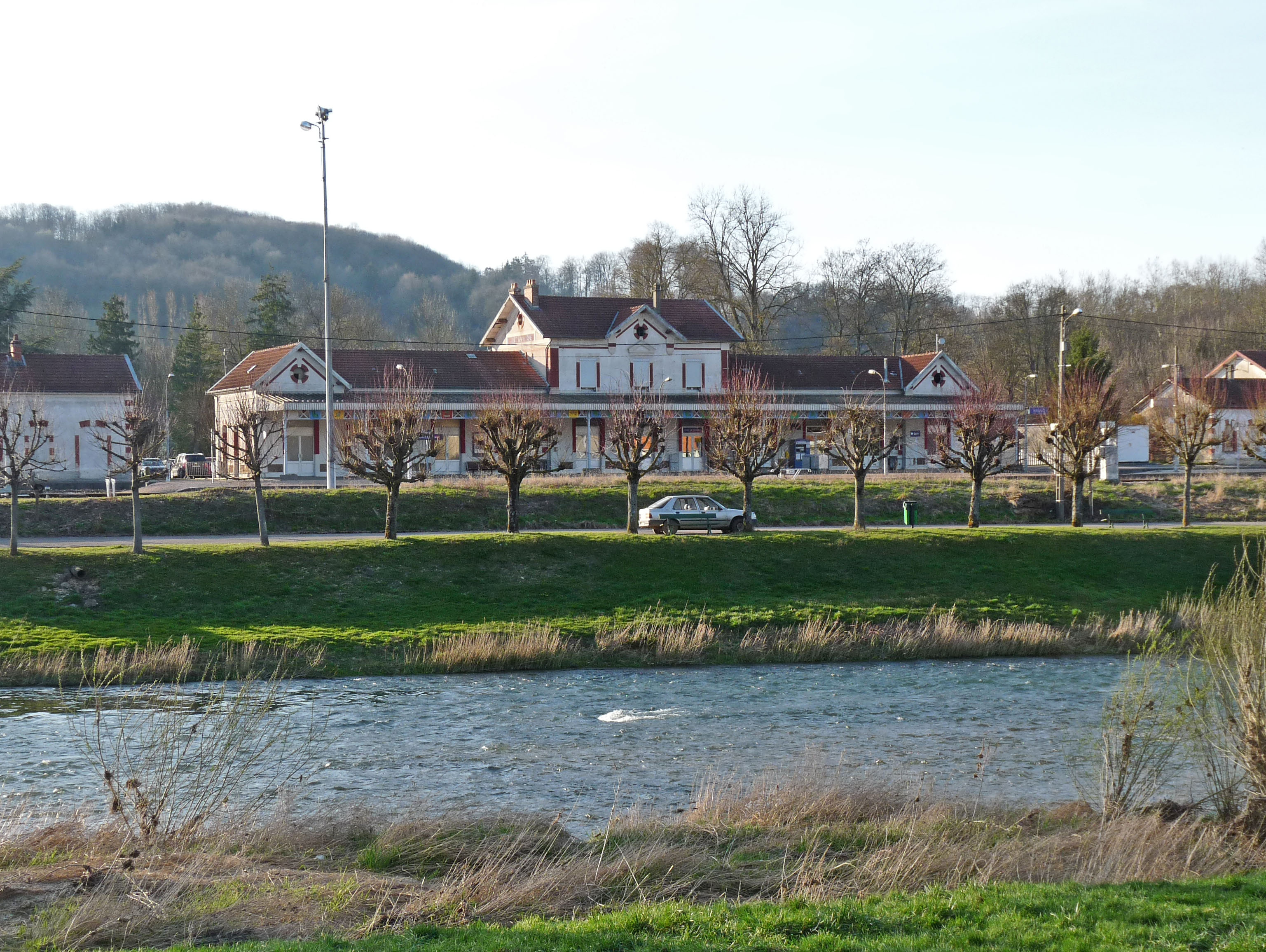
Vue depuis l'autre rive de la Marne.
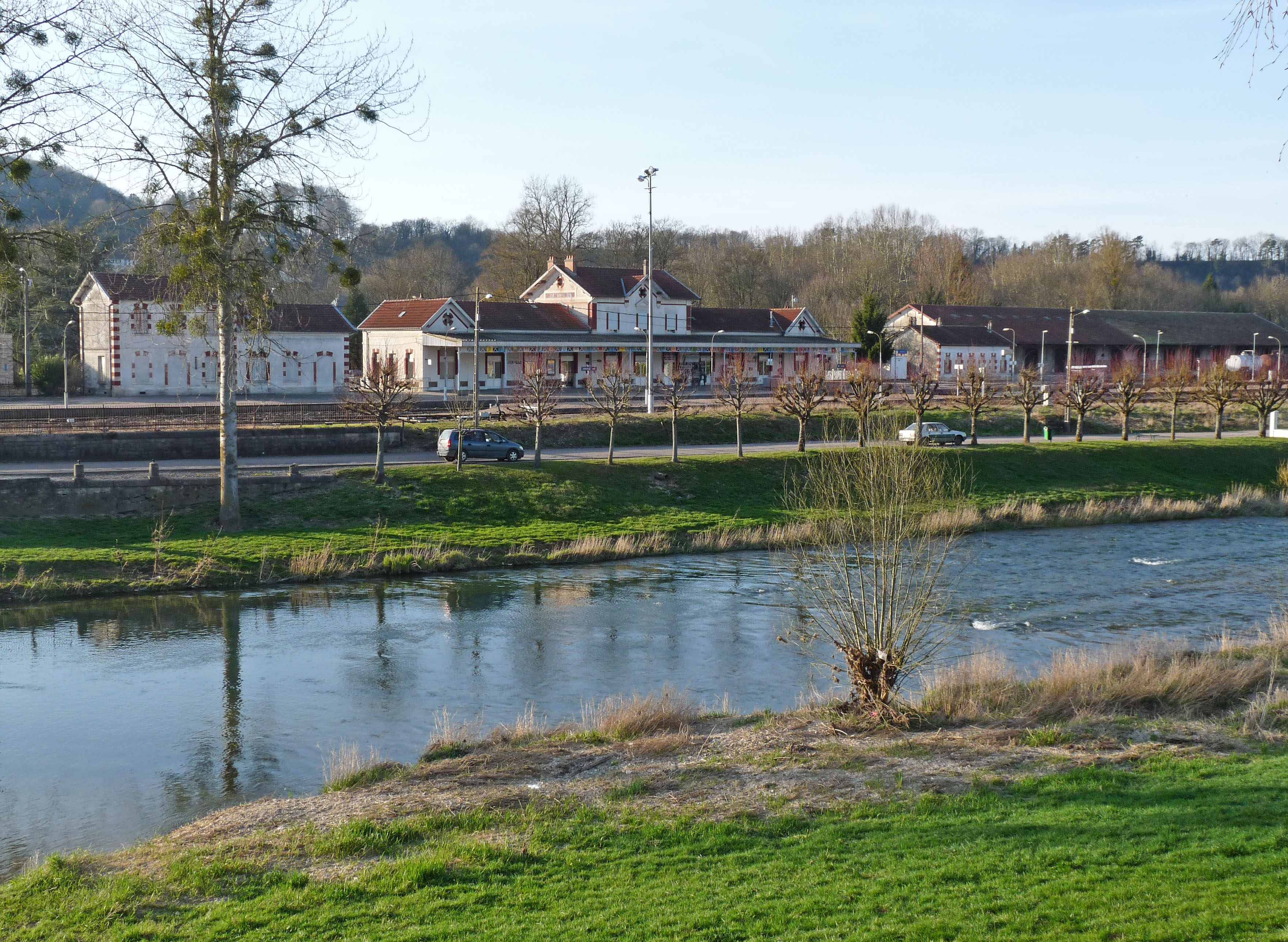
Le bâtiment de gauche pourrait être l'ancien buffet de la gare.
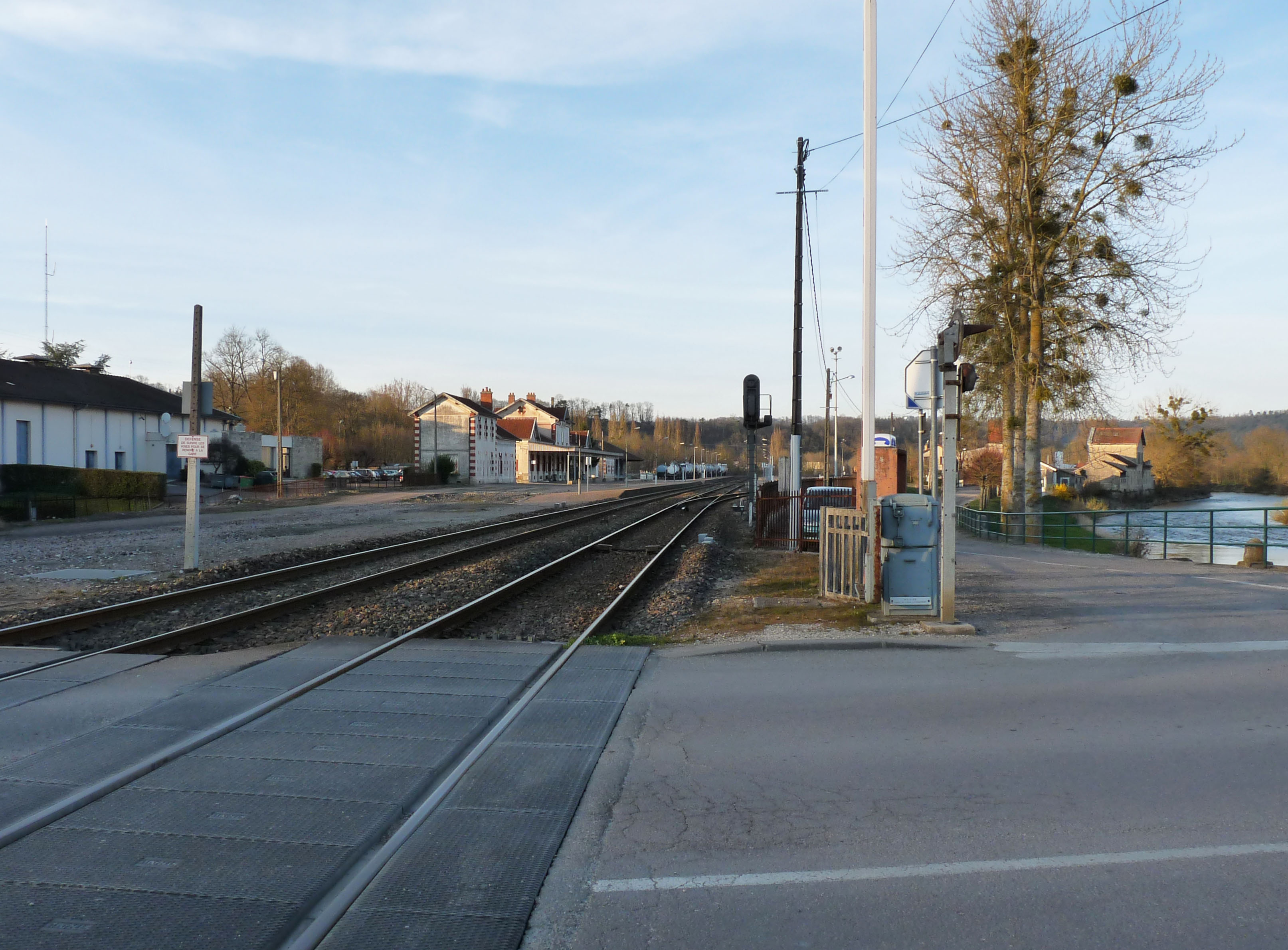
Le bâtiment au bord de la Marne n'est pas une gare, il s'agit des anciens abattoirs